# Edmé-Louis Daubenton
Edmé-Louis Daubenton (1732–12 de desembre de 1785) va ser un naturalista i botànic francès.

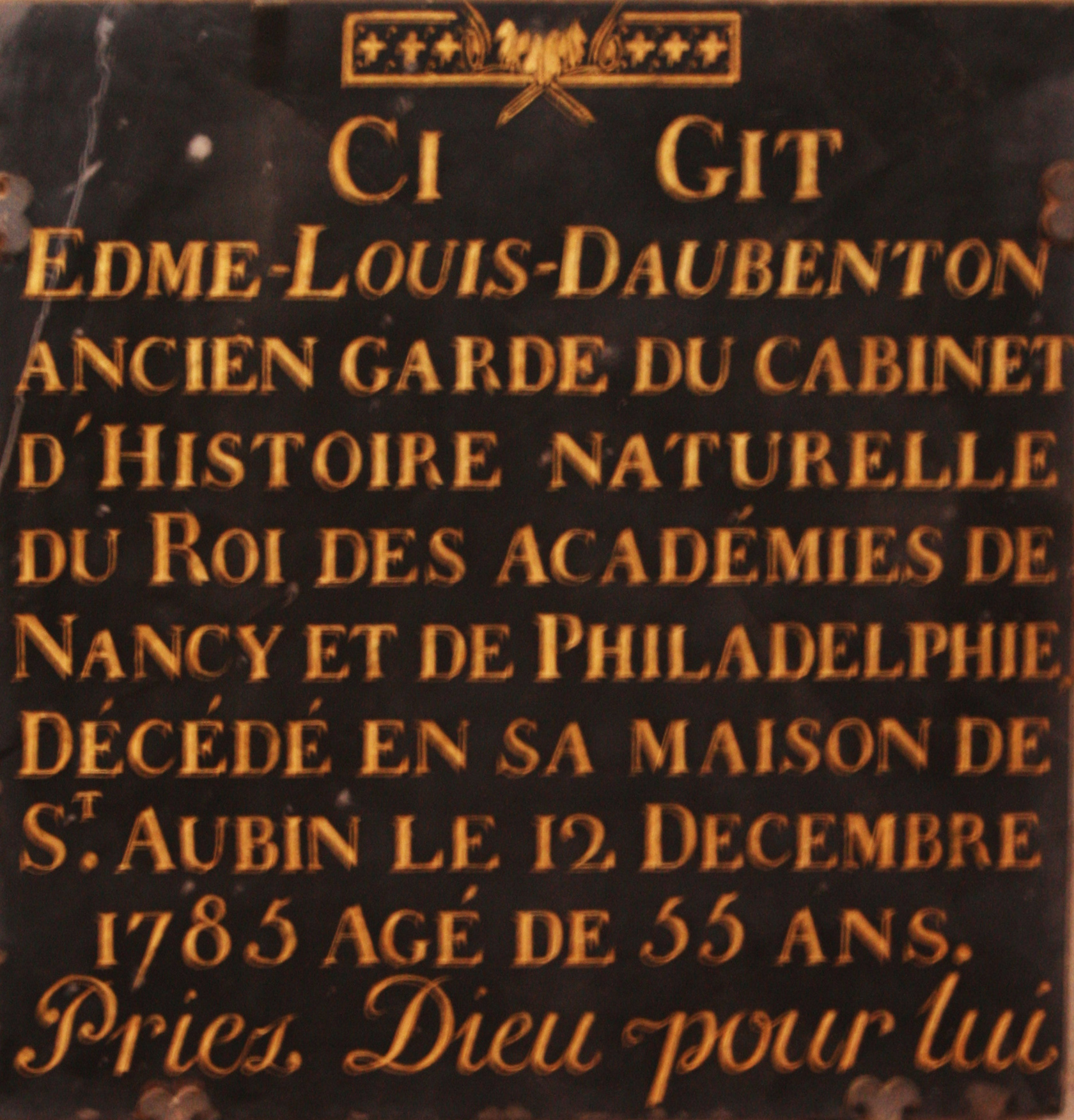
Tomba d'Edme-Louis-Daubenton a l'església de Saint-Pierre a Avon

Va ser Buffon que va fer que aquest cosí de Louis Jean-Marie Daubenton, Edmé-Louis, supervisés les il·lustracions en color de la Histoire naturelle (1749-89). Com que Buffon no seguí el sistema de classificació biològica de Carl von Linné, Pieter Boddaert (1730–1796) publicà una taula amb la correspondència dels noms segons el sistemà Linneà de noms binomials.